# Spilosoma flavens
Spilosoma flavens là một loài bướm đêm thuộc phân họ Arctiinae, họ Erebidae.